# Świstopol
Świstopol – obecnie część Dokszyc na Białorusi, w obwodzie witebskim, w rejonie dokszyckim.
Nazwa dawnej używana to Swistopol.

## Historia
W czasach zaborów w granicach Imperium Rosyjskiego.
W dwudziestoleciu międzywojennym ówczesny folwark leżał w Polsce, w województwie wileńskim, w powiecie dziśnieńskim, w gminie Dokszyce.
Według Powszechnego Spisu Ludności z 1921 roku zamieszkiwało tu 10 osób, wszystkie były wyznania rzymskokatolickiego i zadeklarowały polską przynależność narodową. Były tu 2 budynki mieszkalne. W 1931 w 4 domach zamieszkiwało 17 osób.
Miejscowość należała do parafii rzymskokatolickiej w m. Dokszycach. Podlegała pod Sąd Grodzki w Dokszycach i Okręgowy w Wilnie; właściwy urząd pocztowy mieścił się w Dokszycach.